# 台中市公車52路
台中市公車52路行駛自太原車站經中興大學至太原車站，由中鹿客運營運。本路線行駛於台灣台中市忠明路、進化路、建成路，為忠明進化建成線。

## 歷史
- 2009年5月18日：52通車，為TTJ捷運公車之一，由統聯客運營運。
- 2010年1月1日：退出TTJ，變更為一般市公車。
- 2010年1月15日：轉由彰化客運接駛，班次調整為尖峰20分，離峰30～60分一班車。
- 2015年10月1日：轉由仁友客運接駛；原雙向各30班所減為雙向各24班；原「建成樂業路口」、「建成東光園路口」、「大東紡織（建成路）」、「建成大振街口」、「建成大智路口」、「建成立德街口」、「興大附農（建成路）」等站位裁撤，改停靠「明功堂醫院」、「自由富台東街口」、「立體停車場（自由路）」、「干城站」、「臺中火車站」、「第三市場」、「臺中國小」。[1]
- 2016年4月1日：增設「中國醫東區分院」。[2]
- 2019年10月15日：轉讓給中鹿客運營運。
- 2020年9月12日：配合大智路打通，雙向環線發車由中興大學改為太原車站，並調整部分行駛路線，原「國光國小」、「靈山寺」、「建成正氣街口」、「臺中國小」、「第三市場」、「臺中車站（民族路口）」、「臺中車站（成功路口）」、「進化國瑞街口」、「進化天祥街口」等站位裁撤，改停靠「肉品市場」、「太原車站」、「卅張犁公園」、「北屯國小（北屯路）」、「臺中車站（大智北路）」、「新時代購物中心」、「大智忠孝路口」、「建成大智路口」、「建成立德街口」、「興大附農（建成路）」、「興大附農（臺中路）」、「南門仔」、「明德高中（臺中路）」（右環）、「明德高中（明德街）」、「忠明南國光路口」、「中興大學（國光路）」、「興大郵局」。
- 2020年12月1日：新增52副線，不進太原路，新增站位：「興進國強街口」、「進化國瑞街口」、「進化天祥街口」。
- 2021年9月1日：調整發車時刻。
- 2022年3月22日：為配合養工處施工，3/22至7/31止，「八0三醫院中清分院」（往東），將會往東40公尺。
- 2022年4月1日 : 同屬台灣愛巴士集團的中鹿客運，近期採買９輛全新創奕電動車。
- 2022年8月1日：「肉品市場」站更名為「豬事圓滿公園」站。
- 2022年9月1日 - 2022年10月13日：因配合養護工程處辦理「台中市西區忠明南路改善工程」，將會陸續取消停靠「大勇國小」至「忠明南精誠七街口」、「八0三醫院中清分院」站牌。
- 2024年4月16日：52路右環取消停靠「卅張犁公園」公車招呼站(往西)，新增「太原車站(太原路)」(往西)。[3]
- 2025年1月1日：「頂厝里」更名為「進化北榮華街口」。

## 路線基本資料
全程行車里數約19公里，全程行車時間約1小時20分。右環52站，左環53站。採雙向對開。
自太原車站起，沿東光路、太原路、北屯路、進化北路、忠明路、忠明南路、興大路、國光路、忠明南路、明德街、臺中路、建成路、大智路、大智北路、南京路、建國路、自由路三段、進化路、興進路、東光路抵達太原車站。副線於太原路、北屯路路段改走興進路、進化路，其餘路線與主線相同。

### 時刻表
- 時刻表僅供參考，請以中鹿客運網站公告為準。時刻表更新時間為2021年9月1日。

| 台中市公車52路時刻列表                                                                                    | 台中市公車52路時刻列表                                                                                    |
| --- | --- |
| 太原車站－右環發車                                                                                        | 太原車站－左環發車                                                                                        |
| 平／假日 06:10、06:40、07:40、08:20、09:20、10:00、10:50、11:30、13:30、14:00、15:00、15:30、16:50、17:00 | 平／假日 06:00、06:40、07:30、08:20、09:10、10:00、10:40、11:30、13:30、14:00、15:00、15:30、16:25、16:55 |
| 台中市公車52副路時刻列表                                                                                  | |
| 太原車站－右環發車                                                                                        | 太原車站－左環發車                                                                                        |
| 平／假日 06:25、08:00、09:40、11:10、12:30、13:45、14:25、15:15、15:50、16:40、17:15、19:10、20:40、22:10 | 平／假日 06:20、07:50、09:30、11:00、12:30、13:45、14:20、15:10、15:50、16:40、17:20、19:10、20:40、22:10 |

### 收費
- 一般市區公車（1～999、綠1～綠4）：依里程計費，收費費率為［2.431×搭乘里程數×（1+5%營業稅）］元。
  - 於基本里程8公里內票價為全票20元、半票11元。
  - 兒童、老人、身心障礙者及其陪伴者依規定半票收費，半票收費費率為原收費費率的一半。
  - 市民限定交通卡：前10公里免費，超過10公里部分票價比照收費費率，且上限為10元。
- 小黃公車（黃1～黃25）：免費。
- 幸福公車（梨山1）：票價比照臺中市計程車收費費率，持電子票證刷卡全程免費。
- 市民小巴（市民小巴1～市民小巴4）：票價比照一般市區公車收費費率，持電子票證刷卡全程免費。

### 停站
- 參見右側站牌路線圖，綠色路段表示行駛優化公車專用道。

## 圖片集

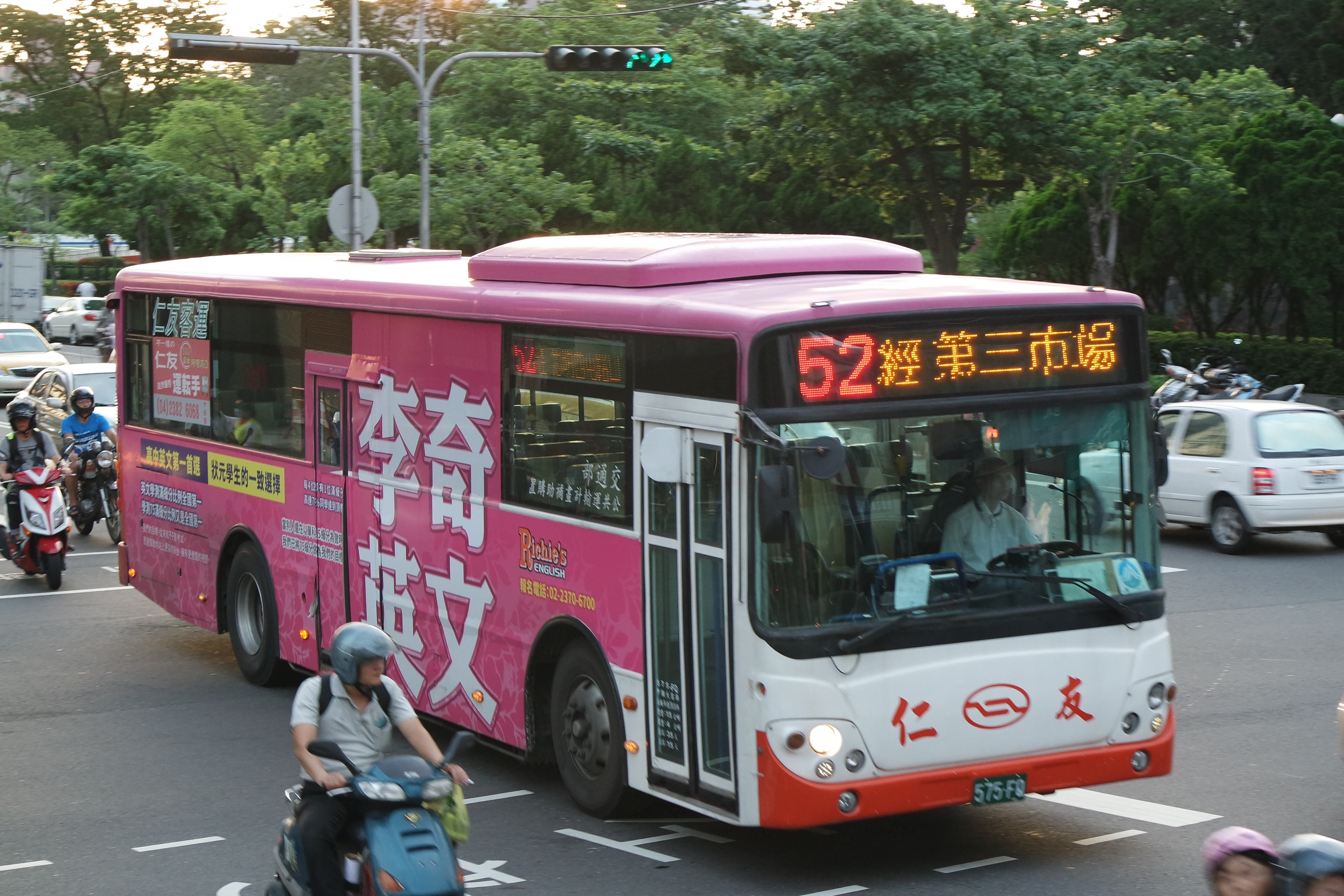
仁友客運大宇高巴575-FQ(52路)
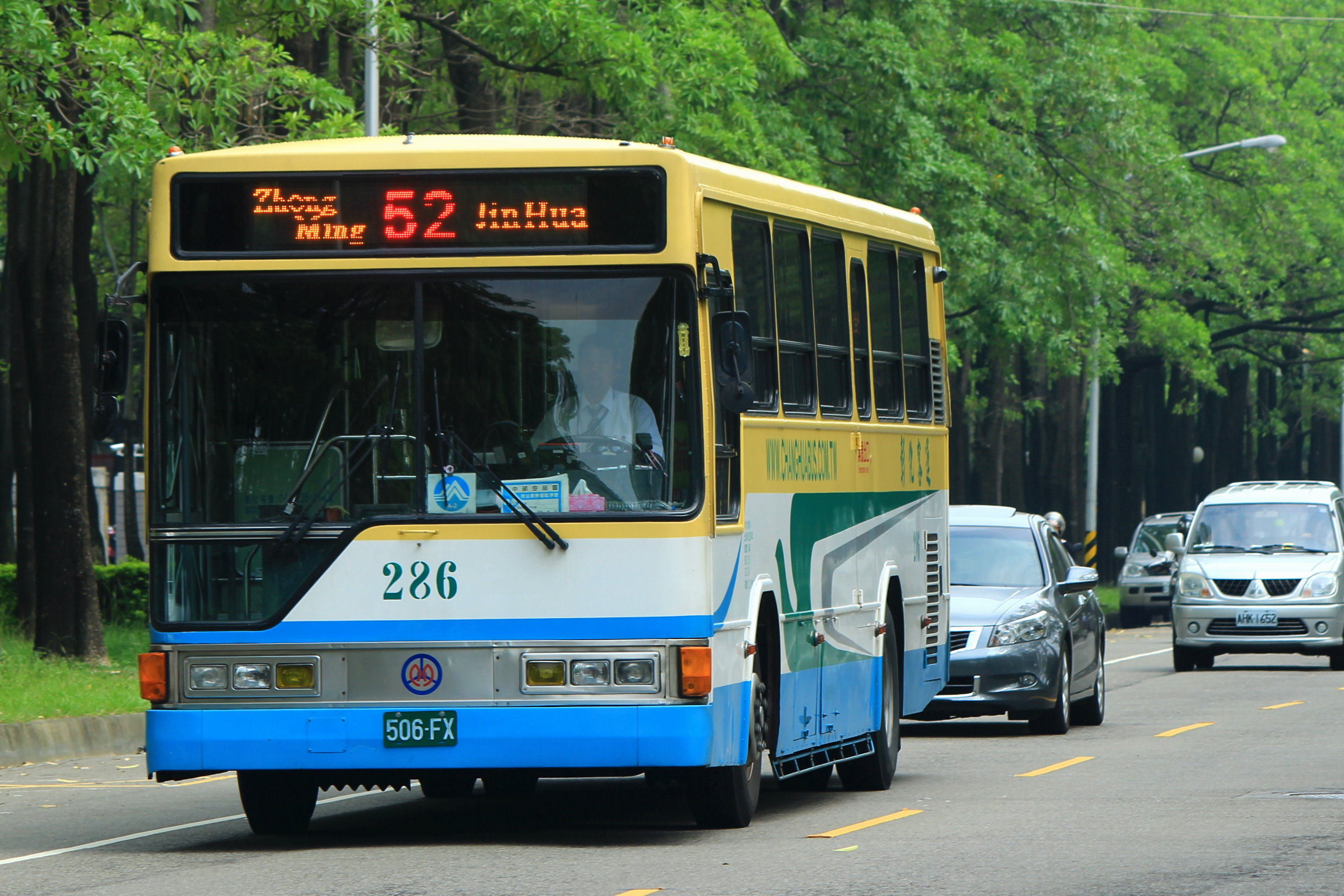
台中市公車52路 前新店客運小窗車 （彰化客運時期）
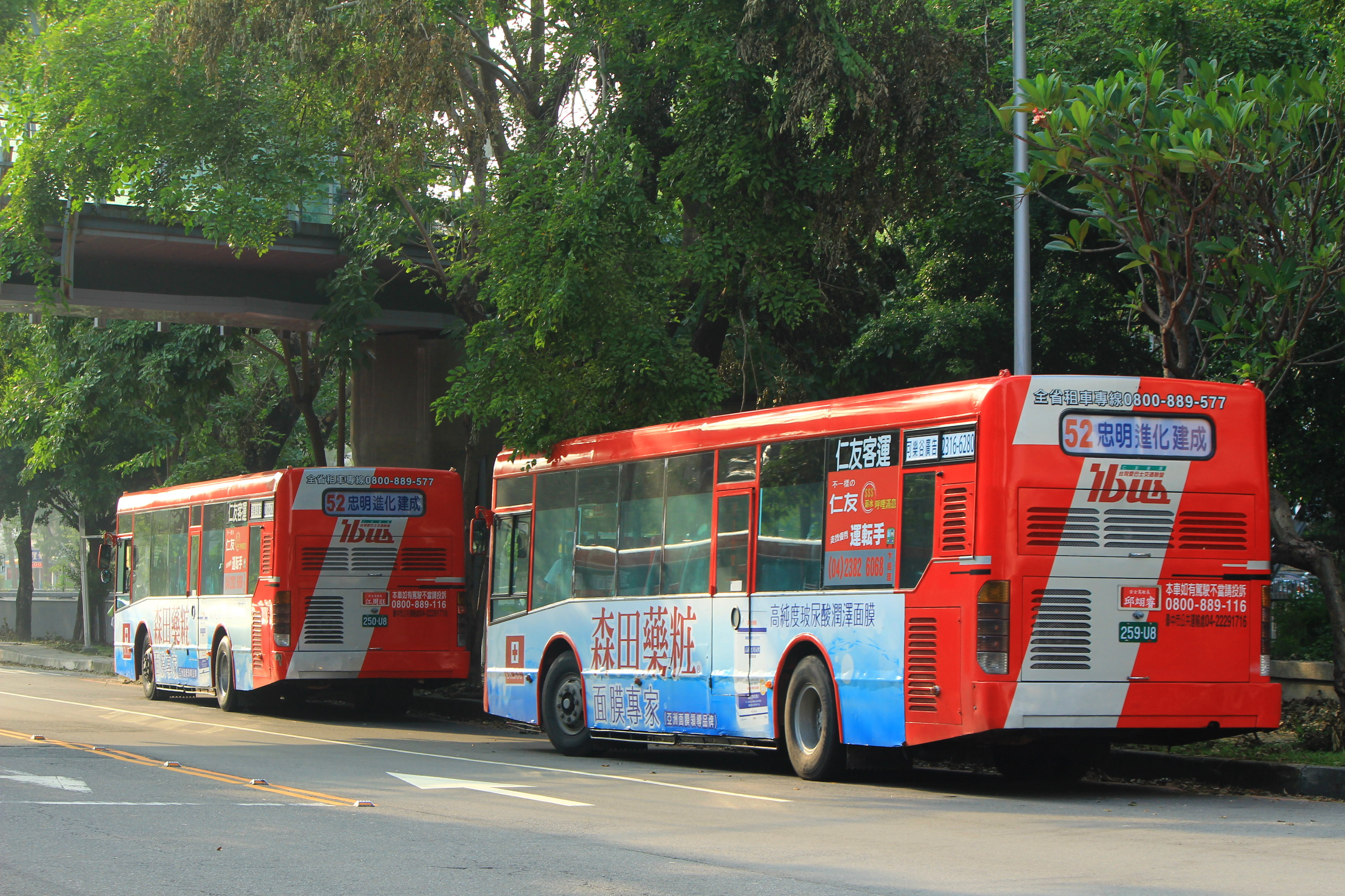
停於中興大學站的仁友客運櫻花車(長軸與短軸)
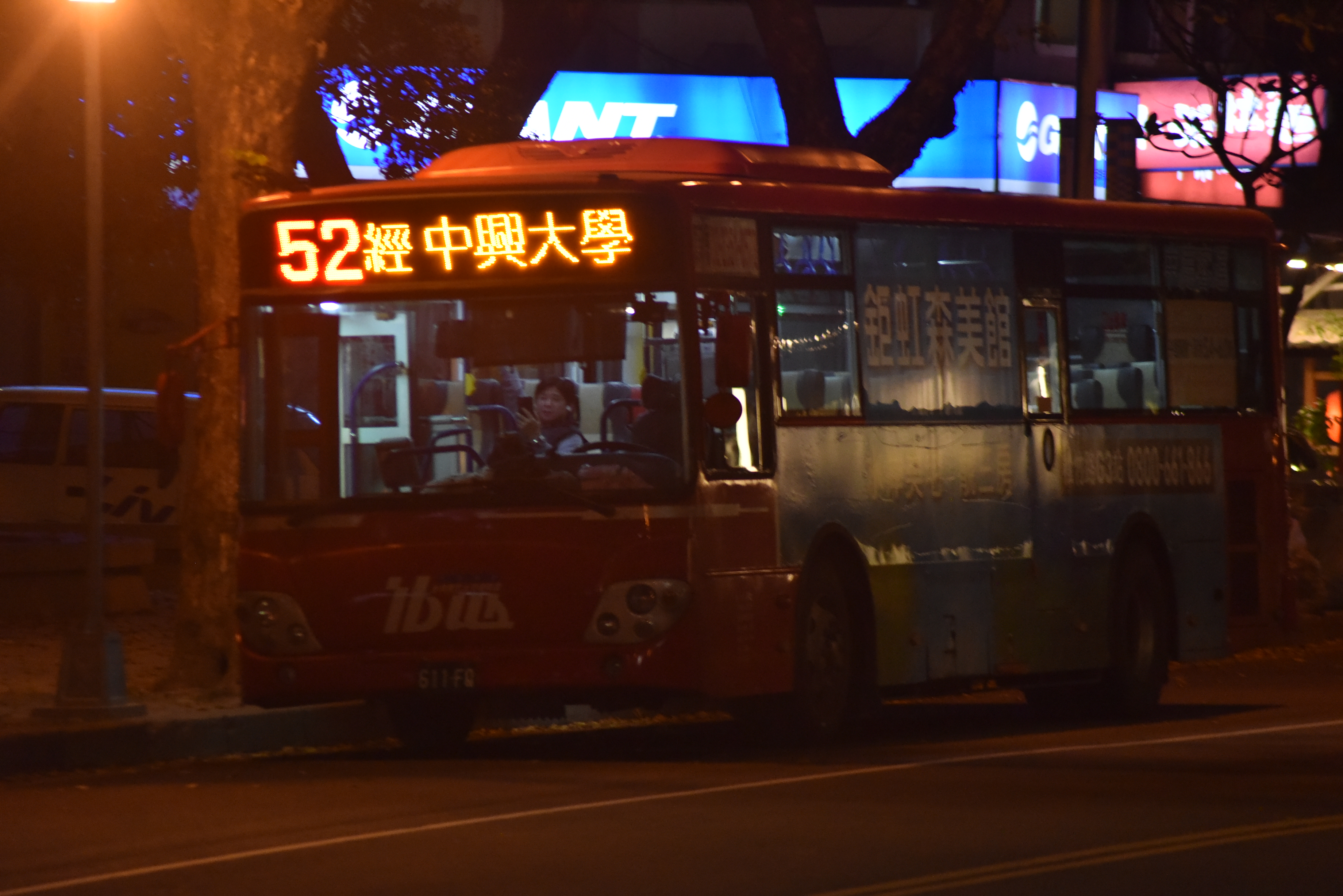
從仁友客運轉至中鹿客運的車輛(611-FQ)